# Територијална одбрана Српске Крајине
Територијална одбрана Српске Крајине, краће ТО Српске Крајине, била је званична оружана формација Републике Српске Крајине која је постојала од почетка рата до краја 1992. године.
Територијална одбрана у Српској Крајини почела се формирати у прољеће 1991, због ескалације сукоба у Хрватској и напада хрватских снага на подручје Крајине. Већ у љето исте године дијелови српске ТО учествовали су у борбама са Збором народне гарде и Хрватском полицијом. У јесен 1991. ТО Српске Крајине је прошла реорганизацију и подријеђена је Југословенској народној армији (ЈНА), у оквиру које је даље учествовала у борбеним операцијама.
Након Сарајевског примирја јединице ТО су демобилисане. У прољеће 1992. дошло је до још једне реорганизације, ТО Српске Крајине добила је одређену количину лаког и тешког наоружања од ЈНА, која је напустила територије Српске Крајине и Хрватске. У јесен 1992. ТО је распуштена у оквиру војне реформе, а њени борци и наоружање прешли су у Српску војску Крајине.

## Историја

### Формирање ТО у Српској Крајини
Територијална одбрана у Социјалистичкој Федеративној Републици Југославији формирана је као саставни дио оружаних снага. То се десило након усвајања концепта општенародне одбране 1969. године. Тај докуменат предвиђао је да се ЈНА у случају рата ослања на одреде мобилисаних цивила — Територијалну одбрану. Свака југословенска република имала је своју властиту ТО са одвојеним складиштима наоружања и опреме.
Почетком 1991. једина паравојна формација на српској територији била је Милиција Крајине, чији су припадници учествовали у неколико сукоба са одредима хрватских специјалних снага: у Пакрацу, на Плитвицама итд. Ескалација сукоба која се догодила у прољеће исте године приморала је крајишке Србе да започну мобилизацију јединица ТО. До тог тренутка некадашња ТО Социјалистичке Републике Хрватске већ се распала на ону што је остала под контролом Загреба и ону што је била на подручју САО Крајине. Још 1990. ЈНА је одузела готово цјелокупно оружје ТО у Хрватској, због чега се ТО Крајине суочила са озбиљним недостатком наоружања и војне опреме.
Пошто је Српска Крајина званично остала у СФРЈ, јединице њене ТО сматране су саставним дијелом савезних оружаних снага. Због тога је ЈНА била дужна да опреми српску ТО на подручју бивше Социјалистичке Републике Хрватске. Истовремено ЈНА је преузела вођство над јединицама крајишке ТО и постављала је своје старјешине на заповједне дужности. Иако је још у прољеће и љето 1991. свака општина САО Крајине самостално формирала чете и одреди ТО, у јесен исте године ке ту функцију преузела ЈНА.

### ТО од јесени 1991. до зиме 1992.
По налогу савезног секретара народне одбрана генерала армије Вељка Кадијевића 30. септембра 1991. основан је Главни штаб ТО Српске Крајине са сједиштем у Книну. Након тога предсједник Владе САО Крајине Милан Бабић је за команданта именовао генерал-потпуковника Илију Ђујића, а на дужност његовог замјеника постављен је пуковник Душан Касум. На чело Оперативно-наставног одјељења постављен је пуковник Радослав Максић, а за начелника везе постављен је потпуковник Александар Вулетић. Убрзо након тога почело је допуњавање Главног штаба официрима ЈНА.
Јединице крајишке ТО биле су попуњене добровољцима и мобилисаним људством са подручја САО Крајине. У неким борбама ТО је дјеловала у тесној сарадњи са јединицама Милиције Крајине, које су поред учешћа у биткама такође требале да обављају свакодневне функције одржавања реда и мира. Стална структура ТО Српске Крајине успостављена је почетком новембра 1991. године. У то доба у ТО су били: Главни штаб, три зонских штабова, 13 општинских штабова, 13 бригада и три одреда. Укупно у јединицама ТО било је око 24.100 бораца. Све до прољећа 1992. године ТО Крајине се борила у саставу ЈНА.
Број наоружања у бригадама и јединицама крајишке ТО значајно се разликовао. У љето 1991. крајишки Срби су имали углавном аутоматске пушке, митраљезе, минобацаче, бестрзајне топове итд. Али већ у јесен исте године почели су добијати артиљерију, тенкове и оклопне транспортере од ЈНА.
До 26. фебруара 1992, када су Западна Славонија и Источна Славонија, Барања и Западни Срем постали дио Српске Крајине, њихова Територијална одбрана развијала се одвојено од ТО у Книнској Крајини, али такође уз подршку Југословенске народне армије.

### Наоружавање ТО и њена демобилизација
Крајем 1991. године СФРЈ и Хрватска су прихватиле „Венсов план” као основу за мирно рјешење кризе. Према том плану ЈНА је морала напустити подручје Хрватске и Српске Крајине. Између хрватских и српских позиција налазили су се батаљони мировних снага Уједињених нација. „Плави шлемови” су морали да надгледати прекид ватре, да обезбједе заштиту цивилног становништва и у случају поновног сукоба да раздвоје зараћене стране. „Венсов план” је такође захтијевао повлачење тешког наоружања са линија фронта. Истовремено, сво тешко наоружање (тенкови, оклопни транспортери, хаубице итд.), које је крајишким Србима оставила ЈНА, ускладиштени су по систему „двоструког кључа“ — у својим складиштима, али под надзором мировних снага, док је Хрватска војска ставила наоружање у сопствена складишта без спољне контроле.
Након потписивања Сарајевског примирја између ЈНА и Хрватске 2. јануара 1992, југословенски војни врх је започео припреме за повлачење својих јединица из зоне сукоба. У прољеће 1992. Генералштаб СФРЈ наредио је још једну реорганизацију ТО РСК. Она је била попуњена артиљеријским дивизионима, јединицама ПВО, позадинским базама итд. Поред тога, у овом периоду дошло је до пребацивања наоружања из повучених јединица ЈНА у ТО и Милицију РСК. Према подацима Генералштаба ТО РСК, ЈНА је до јуна 1992. оставила крајишким Србима 262 тенка, 56 оклопних транспортера и борбених возила пјешадије, 1360 артиљеријских оруђа свих калибара и 2573 возила.
И поред тога што су јединице Територијалне одбране демобилисане, а дио бораца прешао у бригаде Посебних јединица милиције, у љето и јесен 1992. настављен је процес стварања нових јединица ТО за одржавање и њихова допуна наоружањем и опремом.

### Војна реформа у јесен 1992.
Према српском историчару Кости Новаковићу, у љето 1992. у Крајини су постојале двије паралелне војне структуре: бригаде Посебне јединице милиције и ТО. У исто вријеме, бригаде ПЈМ су имале људство, али нису посједовале тешко наоружање, са изузетком малог броја оклопних транспортера. Упоредо, јединице ТО су посједовале оклопна возила и артиљерију, али је њихово људство распуштено. Ова ситуација, као и пораз у нападу на Миљевачки плато, приморали су руководство Српске Крајине да изврши војну реформу, у оквиру које је требало објединити ТО и бригаде ПЈМ у сталну војску — Српску војску Крајине.
Влада Републике Српске Крајине је 13. октобра 1992. одобрила мјере за образовање јединствених оружаних снага. За спровођење одобреног плана образована је посебна комисију коју су чинили:
- предсједник владе Здравко Зечевић,
- министар унутрашњих послова Милан Мартић,
- министар одбране Стојан Шпановић,
- начелник Управе ПЈМ Борислав Ђукић,
- начелник Главног штаба ТО Милан Торбица,
- командир 79. бригаде ПЈМ Милош Цвјетићанин и
- командир 80. бригаде ПЈМ Миле Новаковић.[14]

Коначна наредба за спровођење војне реформе објављена је 27. новембра 1992. године. Према њој, ТО је требало да се распусти, на основу једног броја њених дијелова образоване су нове јединице у саставу сталних оружаних снага. У нове армијске јединице је пребачено људство и наоружање.
Српски историчар Бојан Димитријевић је на овој начин оцијенио исход реформе:
Укидањем ТО и Посебних јединица милиције наредбом од 27. новембра / 1. децембра 1992, дошло је до реорганизовања ТО у Српску војску Крајине. Она је била организована у шест корпуса (ранијих зоних штабова ТО), од којих је сваки покривао по једну географску област Крајине, као и приштапске јединице Главног штаба и РВ и ПВО. Оваква организација војске према уочљивијој расцепканости територије није обећавала успешну одбрану. Очекивања да ће СР Југославија бити гарант безбедности и ући у рат уколико дође до хрватског напада, остало је основа очекивања народа Крајине и политичке стратегије.
Према Кости Новаковићу, војна реформа није довела до квалитативног преображења крајишке војске. Српска војска Крајине, настала као исход реформе, заправо је остала преименована Територијална одбрана. Нове јединице и дивизије имале су исто људство и наоружање.

## Структура
Након реформе у јесен 1991. структура крајишке ТО је била сљедећа:
- Главни штаб ТО са приштапским јединицама,
- Први зонски штаб ТО за Далмацију са приштапским јединицама (три општинских штабова, три бригаде и један одред),
- Други зонски штаб ТО за Лику са приштапским јединицама (три општинских штабова, три бригаде и два одреда) и
- Трећи зонски штаб ТО за Банију и Кордун са приштапским јединицама (седам општинских штабова и седам бригада).

Ипак, убрзо је дошло до промјена. На примјер, на Кордуну је образована четврта бригада ТО, јер већ постојећих јединица није било довољно да би одбраниле линију фронта.
Структура ТО Српске Крајине поново је промијењена у прољеће 1992. године. Према наредби начелника Генералног штаба ЈНА генерала Благоје Аџића она је изгледала овако:
- Главни штаб ТО са приштапским јединицама
- зонски штаб за Далмацију са приштапским јединицама (три општинских штабова, три бригаде, три дивизиона и позадинска база),
- зонски штаб за Лику са приштапским јединицама (четири општинских штабова, три бригаде, два одреда, три дивизиона и позадинска база),
- зонски штаб за Кордун са приштапским јединицама (четири општинских штабова, три бригаде, три дивизиона и позадинска база),
- зонски штаб за Банију са приштапским јединицама (пет општинских штабова, три бригаде, три дивизиона и позадинска база),
- зонски штаб за Западну Славонију са приштапским јединицама (четири општинских штабова, једна бригада, четири одреда, три дивизиона и позадинска база) и
- зонски штаб за Источну Славонију, Барању и Западни Срем са приштапским јединицама (четири општинских штабова, четири бригаде, три дивизиона и позадинска база).

## Командовање
Команданти ТО Српске Крајине су били:
- генерал Илија Ђујић (септембар 1991 — новембар 1991)
- пуковник Радослав Максић (новембар 1991 — март 1992)
- генерал Милан Торбица (март 1992 — октобар 1992)
- пуковник Миле Новаковић (октобар — новембар 1992)